# Festival international de la bande dessinée de Chambéry
Pour les articles homonymes, voir Festival de la bande dessinée.
 (novembre 2018).
Si vous disposez d'ouvrages ou d'articles de référence ou si vous connaissez des sites web de qualité traitant du thème abordé ici, merci de compléter l'article en donnant les références utiles à sa vérifiabilité et en les liant à la section « Notes et références ».
Le Festival international de la bande dessinée de Chambéry a été créé en 1975 à l’initiative Robert Savoy qui gérait alors d’un studio de dessin. Il est généralement organisé le premier week-end d'octobre. Le festival de Chambéry est le deuxième plus ancien festival de bande-dessinée français, après celui d'Angoulême. Il a été parrainé par André Franquin qui en avait réalisé le logo.

## Association Chambéry BD

### Informations générales
L'association Chambéry Savoie Bande-Dessinée est une association loi de 1901. Elle est composée d'un conseil d'administration de 10 personnes, de 20 bénévoles participant à l'organisation du festival, et d'un comité de lecture (qui vote pour l'attribution des Éléphants d'Or). Pour le festival, ce sont 120 personnes qui s'impliquent pour l'accueil du public, les relations avec les artistes, les relations presse, etc.

## Liste des éditions

### 27eédition- 2003
- Invité d'honneur : Derib
- Auteurs présents :…

### 28eédition- 2004
- Invité d'honneur : Achdé
- Auteurs présents :…

### 29eédition- 2005
- Invité d'honneur : Laurent Verron
- Auteurs présents :…

### 30eédition- 2006
- Invité d'honneur : Zep l'auteur de la série Titeuf
- Auteurs présents :…

### 31eédition- 2007
- Invité d'honneur : Ptiluc
- Auteurs présents :…
- Palmarès :

### 32eédition- 2008
- Invité d'honneur : Christophe Arleston
- Auteurs présents :…

### 33eédition- 2009
- Invité d'honneur : Jean Dufaux
- Auteurs présents : Philippe Adamov (dessinateur), Andreï Arinouchkine (dessinateur), Christophe Bertschy (scénariste et dessinateur), Philippe Delaby (dessinateur), Jean-Luc Englebert (dessinateur), Séverine Gauthier (scénariste), Marie Jaffredo (dessinatrice et scénariste), Martin Jamar (dessinateur)…

### 34eédition- 2010
- Invité d'honneur : Patrick Sobral
- Auteurs présents :…

### 35eédition- 2011
- Invité d'honneur : Patrick Sobral
- Auteurs présents : Taïwan à l’honneur, 10 auteurs et 2 artistes

### 36eédition- 2012
- Invité d'honneur : Delaf et Maryse Dubuc
- Auteurs présents :…

|
|}

### 37eédition- 2013
- Invité d'honneur : Hub, dessinateur d'Okko
- Auteurs présents :…

### 39eédition- 2015
- Invité d'honneur : Maryse Charles et Jean-François Charles
- Auteurs présents :…

### 40eédition- 2016
- Invité d'honneur :…
- Auteurs présents :…

### 41eédition- 2017
- Invité d'honneur : François Boucq
- Auteurs présents : 57 dessinateurs présents

### 42eédition- 2018
- Invité d'honneur : Silvio Camboni
- Auteurs présents :…

### 43eédition- 2019
Invitée d'honneur : Aurélie Neyret.
Liste des prix décernés :